# Lehmbergkirchel

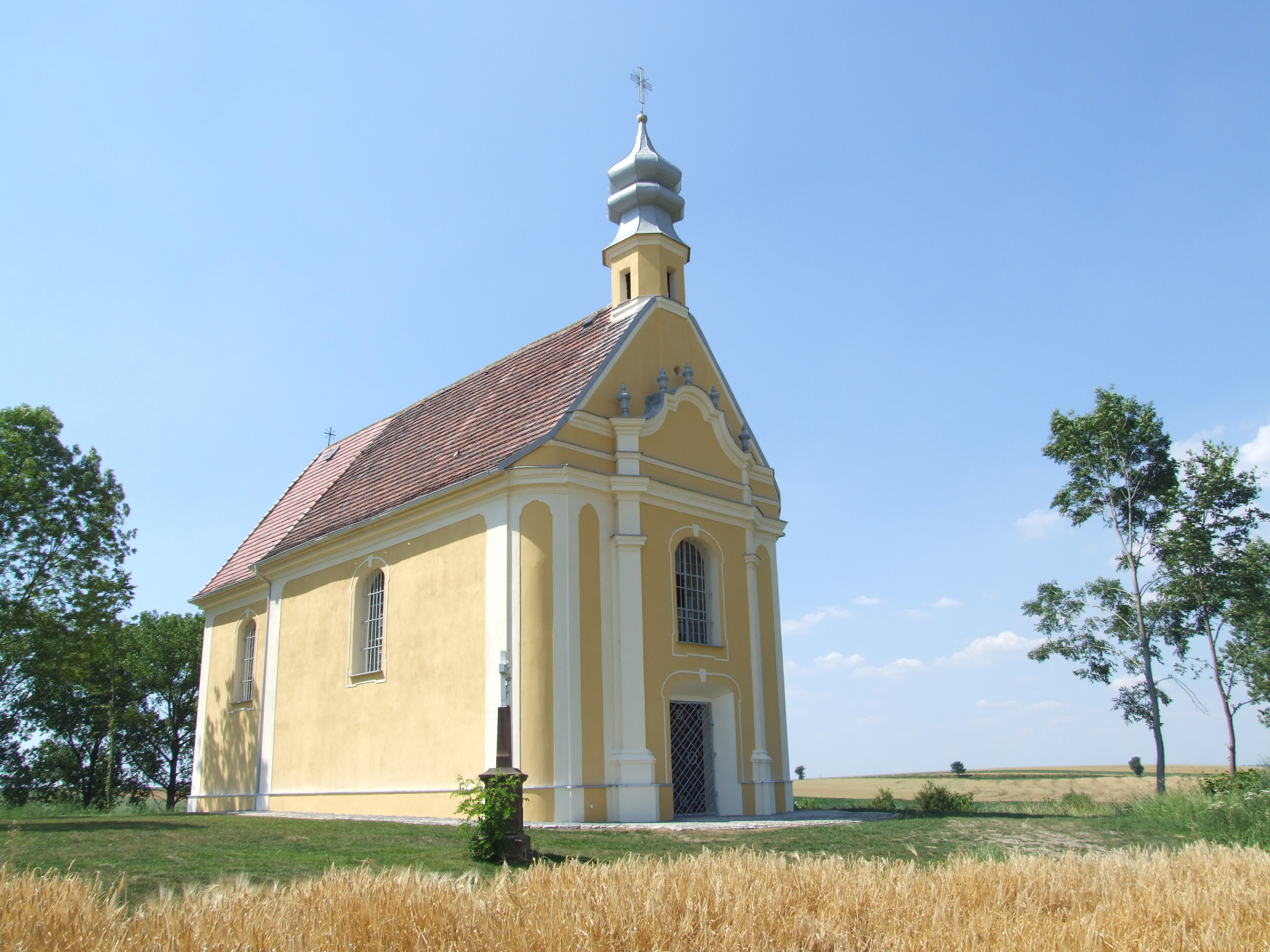
Das Lehmbergkirchel

Das Lehmbergkirchel im oberschlesischen Oberglogau ist eine römisch-katholische Feldkapelle mit einem Dachreiter. Sie stammt aus dem 18. Jahrhundert und gehört der Pfarrgemeinde St. Bartholomäus in Oberglogau an. Sie liegt auf einem Hügel westlich von Oberglogau, dem Lehmberg, neben der Chaussee von Oberglogau nach Prudnik (Neustadt O.S.). Sie wird auch kurz Lehmkirchlein genannt. Die Kapelle steht unter dem Patrozinium Maria, Hilfe der Christen.
Das heutige Lehmbergkirchel und seine Vorgängerbauten wurden zum Gedenken an die Rekatholisierung Oberglogaus und der Oberglogauer Protestanten im Jahr 1629 errichtet. Seitdem ist sie Ziel von Prozessionen der Oberglogauer Katholiken.
An ihrer Ausgestaltung waren der Maler Franz Anton Sebastini und der Bildhauer Johann Schubert beteiligt. Im Inneren besitzt sie Gemälde der Maria, Hilfe der Christen und des heiligen Rochus von 1832. Das Innere ist im Stil des Rokoko und des Barocks gestaltet. Ferner befanden sich dort auch vier Gemälde der Heiligen Ambrosius von Mailand, Augustinus von Hippo, Gregor der Große und Sophronius Eusebius Hieronymus, die durch Diebstahl verschwunden sind.

## Geschichte
Mit der Reformation wurde Oberglogau zu einem Teil protestantisch. 1628 ging der Großteil der Protestanten wieder zum katholischen Glauben über. Seitdem fand auf Anlass von Graf Johann Georg III. jährlich am Sonntag Kantate, dem vierten Sonntag nach Ostern, eine Prozession zum Lehmberg statt, die an dieses Ereignis erinnerte.
1638 ließ Reichsgraf Johann Georg III. von Oppersdorff auf dem Lehmberg das erste Lehmbergkirchel aus Holz errichten. Fünf Jahre später wurde sie durch schwedische Armeen zerstört. Franz Eusebius von Oppersdorff (1623–1691) ließ 1687 eine neue hölzerne Kirche erbauen. 1779 ließ schließlich Majoratsherr Graf Heinrich Ferdinand von Oppersdorff die heutige kleine steinerne Kirche erbauen. Neben dieser ließ er ein hölzernes Haus sowie einen Garten für einen Einsiedler errichten. Auf Bemühung der Gräfin Josepha von Oppersdorff wurde 1780 das 40 Jahre andauernde Verbot der Lehmbergprozession aufgehoben.
1950 und 1951 wurde das Lehmbergkirchel erneuert, dabei wurden die Werke von Sebastini übermalt.